# 기타타카야스촌
기타타카야스촌(일본어: 北高安村)은 일본 오사카부 나카카와치군에 설치되었던 촌이다. 현재의 야오시에 해당한다.